# Lurleen Wallace
Pour les articles homonymes, voir Wallace.
Lurleen Wallace, née le 19 septembre 1926 à Tuscaloosa en Alabama et morte le 7 mai 1968 à Houston au Texas, est une femme politique démocrate américaine. Première femme gouverneur de l'Alabama, elle était l’épouse du 45e gouverneur de l'Alabama, George Wallace, à qui elle succède à son poste entre 1967 et 1968. Elle est également la seule femme à décéder pendant son mandat.

## Biographie
La constitution de l'Alabama l'empêchant de se présenter pour un nouveau mandat, George Wallace fait présenter son épouse, Lurleen Wallace, au poste de gouverneur. Et c'est elle qui remporte les élections de 1966 et lui qui continue dans les faits de gouverner.
Mais, son état de santé se détériore rapidement et elle meurt en mai 1968 après un peu plus d'un an de mandat. C'est alors le lieutenant-gouverneur, Albert Brewer, qui lui succède comme gouverneur.

## Sources
- (en) Cet article est partiellement ou en totalité issu de l’article de Wikipédia en anglais intitulé « Lurleen Wallace » (voir la liste des auteurs).